# Jerommeke
Jerommeke — штанговий (одноківшевий) земснаряд, який брав участь у ряді інфраструктурних та енергетичних проектів.

## Характеристики
Судно спорудили в 1994 році на нідерландській верфі Scheepswerf van Rupelmonde та модернізували у 2012-му. За своїм архітектурно-конструктивним типом це несамохідний понтон, обладнаний екскаватором Hitachi EX 1900-6 з двигуном потужністю 0,775 МВт (загальна потужність судна біля 1 МВт). В операційному режимі земснаряд використовує три опори, які забезпечують стабілізацію на місці виконання робіт. 
Jerommeke здатне провадити роботи на глибинах до 18,7 метрів (за необхідності збільшується до 23,7 метра). Завдяки великій потужності, судно може працювати із ґрунтами високої міцності.

## Завдання судна

### Прокладання трубопроводів
У 2002 році Jerommeke був одним із суден, задіяних на індонезійській ділянці газопроводу між островом Суматра та Сінгапуром.
На початку 2006-го судно працювало в Адріатичному морі над прокладанням траншеї довжиною 0,5 км у дуже твердих породах біля хорватського узбережжя, при цьому перед виїмкою ґрунту використовувалась гідравлічна дробарня (hydraulic breaker) Atlas Copco HB7000. Траншея була необхідна для прокладання газопроводу від компресорної платформи Ivana-K (родовище Івана) до району Пули.
Того ж 2006-го земснаряд брав участь у траншейних роботах у Катарі, які здійснювались в межах проекту розширення заводу з виробництва зрідженого природного газу в Рас-Лаффан.
Ще одним проектом 2006 року для "Jerommeke" стало спорудження проходу через кораловий риф для проведенню трубопроводу до червономорського нафтового терміналу Bashayer II, південніше Порт-Судан. Тут первісна спроба прокласти прохід за допомогою вибухівки не принесла очікуваних результатів, після чого Jerommeke з серпня по жовтень спорудив ділянку до глибини 18 метрів використовуючи гідравлічну дробарню KRUPP 4000 (можливо відзначити, що до цього ж проекту залучили землесосний снаряд "Vasco da Gama").
У першій половині 2010-х "Jerommeke" брав участь у прокладанні траншеї в Коралловому морі для газопроводу Хайдес – Порт-Морсбі (разом з ним тут працювали землесосні снаряди "Sebastiano Caboto" та "Galilei").
У квітні — травні 2019-го земснаряд здійснив спорудження та засипку траншеї для газопроводу у катарському порту Рас-Лаффан, відомому своїм заводом зі зрідження природного газу.

### Офшорні вітроелектростанції[8]
На шведській ВЕС Karehamn, спорудженій у 2013 році в Балтійському морі біля острова Еланд, земснаряд підготував площадки для 16 гравітаційних фундаментів.

### Інші завдання
У 2013 році Jerommeke працював над спорудженням хвилеламу біля острова Дас, який є одним з центрів нафтогазової промисловості емірату Абу-Дабі.
Протягом 2016-го земснаряд залучили для робіт біля узбережжя все того ж емірату за проектом нафтового родовища Hail.